# 纹蓝小蜻
纹蓝小蜻（学名：Diplacodes trivialis）是一种生活在中国、日本、印度，向南至新几内亚和澳大利亚的蜻蜓。它是公园、田野和游戏场所常见的蜻蜓之一，在亚洲东部和太平洋岛屿可以见到。
该物种由法国昆虫学家朱爾·皮耶·杭布爾于1842年描述。该物种没有亚种。